# Miksameba
Miksameba – nieobłoniona komórka śluzowców, poruszająca się ruchem ameboidalnym (pełzakowatym). Powstaje z haploidalnej pływki.